# Каменка (Красногорский район, Алтайский край)
Каменка — посёлок в Красногорском районе Алтайского края. Входит в состав Соусканихинского сельсовета.

## География
Расположен в верховье реки Чапшушка, в 12,5 км к юго-востоку от центра сельского поселения села Соусканиха.

## Население
| 1997 | 1998 | 1999 | 2000 | 2001 | 2002 | 2003 | 2004 | 2005 | 2006 |
| ---- | ---- | ---- | ---- | ---- | ---- | ---- | ---- | ---- | ---- |
| 137  | ↗146 | ↘136 | ↘122 | ↗131 | ↘109 | ↗121 | ↘119 | ↘118 | ↘100 |
| 2007 | 2008 | 2009 | 2010 | 2011 | 2012 | 2013 |      |      |      |
| ↘87  | ↗100 | ↗103 | ↘80  | ↗82  | ↗83  | ↘81  |      |      |      |

Национальный состав
Согласно результатам переписи 2002 года, в национальной структуре населения русские составляли 94 %.